# Vitória de Santo Antão (gemeente)
Vitória de Santo Antão is een gemeente in de Braziliaanse deelstaat Pernambuco. De gemeente telt 137.578 inwoners (schatting 2017).

## Aangrenzende gemeenten
De gemeente grenst aan Cabo de Santo Agostinho, Chã de Alegria, Escada, Glória do Goitá, Moreno, Pombos, Primavera en São Lourenço da Mata.

## Galerij

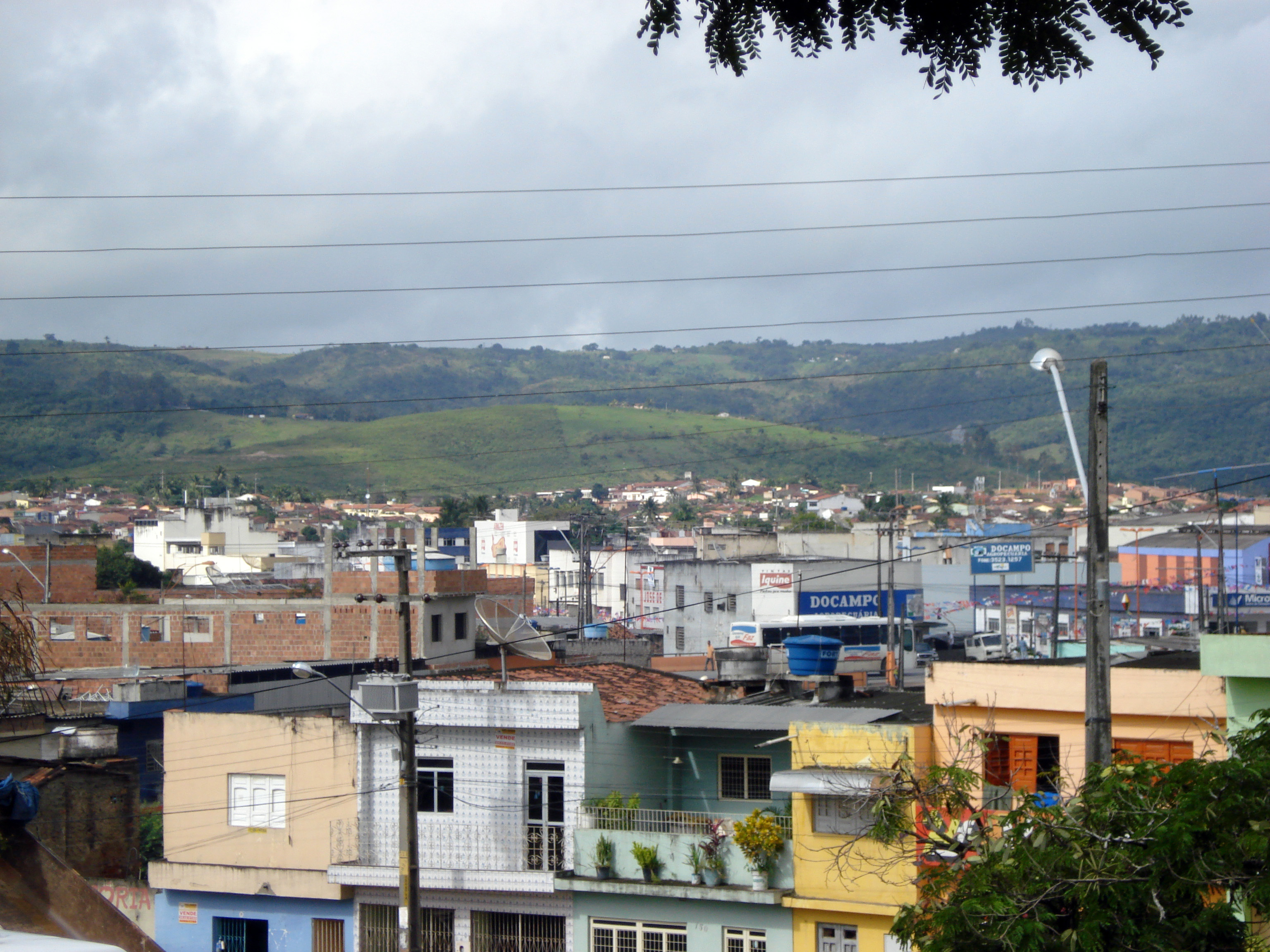
Uitzicht op Vitória de Santo Antão